# Abdelhamid Sabiri
Abdelhamid Sabiri (født 28. november 1996) er en tysk-marokkansk fodboldspiller, der spiller for den italienske klub Sampdoria og det marokkanske landshold.